# Anton Holban
Pour les articles homonymes, voir Holban.
Anton Holban (né le 10 février 1902 et décédé le 15 janvier 1937) était un écrivain roumain.

## Biographie
Anton Holban est né le 10 février 1902 à Huși, du capitaine d'infanterie Gheorghe Holban et d'Antoaneta Lovinescu, elle-même sœur d'Eugen Lovinescu, grand critique et personnalité de la Roumanie littéraire de l'époque et père de Monica Lovinescu.

### L'enfance
Le mariage des parents du jeune Anton ne fut pas heureux. Les époux divorcèrent en 1912 et, quelques semaines plus tard, Gheorghe Holban décéda. Durant son enfance, il habita la maison des Lovinesti à Fălticeni, dans laquelle il revint plus tard, l'été, travailler aux côtés de son oncle Eugen Lovinescu. Un grand jardin offrait une paix propice aux méditations littéraires. 
En 1913, il réussit l'examen d'entrée du lycée Alecu Donici : élève brillant, il se sentit très tôt attiré par une carrière littéraire, tandis que son oncle, exigeant, tempérait ses élans.

### Voyages et études: les débuts littéraires
En 1921, il s'inscrivit à la faculté des lettres de Bucarest en langue et littérature françaises. Pendant les vacances, il avait commencé à travailler à sa première pièce de théâtre, Oameni feluriţi [Gens de toutes sortes]. En 1922, lors d'une excursion à Curtea de Argeș, il rencontra Nicoleta Ionescu, qui inspira son roman O moarte care nu dovedeşte nimic [Une mort qui ne prouve rien]. En 1923, il fréquenta le cercle "Sburătorul" puis, en 1924, fit ses débuts dans la revue de Liviu Rebreanu, Mişcarea literară [Le mouvement littéraire] et voyagea entre autres en Pologne, Palestine et Égypte. Comme de nombreux écrivains roumains, dont les œuvres comprennent une part importante d'écrits de voyage, ainsi que d'autres articles de presse, souvent rassemblés sous le titre Din periodice, Anton Holban consigna et publia ses impressions de voyage et critiques. En 1925, il accepta un poste de professeur de français à Constanţa. Le manuscrit de son premier roman, Romanul lui Mirel [Le roman de Mirel] essuya de sévères critiques de son oncle Eugen Lovinescu, qui lui conseilla de le réécrire entièrement.
Progressivement, sa relation avec Nicoleta Ionescu se dégrada car l'écrivain hésitait et ne pouvait songer sérieusement à fonder une famille avant d'acquérir une situation matérielle stable. Dans ces conditions, en octobre 1926, Nicoleta Ionescu épousa un jeune juge de paix et mourut en juin 1931 dans une maternité de Bucarest après avoir donné naissance à une fille.
En 1927, il vint en France, avec l'intention de suivre des cours à la Sorbonne, notamment sur Marcel Proust, et de préparer une thèse sur Barbey d'Aurevilly. Mais en 1928, il revint en Roumanie sans avoir soutenu sa thèse et accepta un poste de professeur de français à Galaţi.

### Lancement de sa carrière littéraire

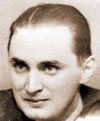
Anton Holban

En 1929, le comité de lecture du Théâtre national de Bucarest proposa sa pièce Oameni feluriţi [Gens de toutes sortes] à la représentation. Le roman de Mirel parut en mai 1929. La pièce est représentée en janvier 1930 : ce fut un échec. Holban obtint néanmoins le prix Florescu, et commença une collaboration durable à la revue Vremea. En 1931, il contracta avec Maria Dumitrescu un mariage étrange, avec résidence séparée. Ils divorcèrent en 1933. Son roman O moarte care nu dovedeşte nimic [Une mort qui ne prouve rien], publié en 1931, connut un certain succès.
En 1932 parut à son tour le roman Parada dascălilor [La parade des maîtres], qui créa une polémique, dans la mesure où plusieurs professeurs se reconnurent dans les personnages du livre, leurs noms n'ayant été que légèrement modifiés. Puis en 1934 parurent dans Vremea ses récits de voyage en Égypte, ainsi que la nouvelle Bunica se pregăteşte să moară [La grand-mère se prépare à mourir]. Récemment, Paul Cernat cite cette nouvelle qu'il qualifie de « crépusculaire et atypique » pour illustrer la présence dans la littérature roumaine d’une « conscience fataliste-mélancolique de l’éphémère et de la finitude ».
À partir de 1936, sa santé se dégrada et il mourut en 1937 des complications d'une appendicite aiguë. Son roman Jocurile Daniei [Les jeux de Dania], ainsi que la plupart de ses nouvelles, sous le titre Halucinaţii [Hallucinations] furent publiés à titre posthume.

## Liste des principales œuvres
- Oameni feluriţi [Gens de toutes sortes], pièce de théâtre, 1929
- Romanul lui Mirel [Le roman de Mirel], roman, 1929
- O moarte care nu dovedeşte nimic [Une mort qui ne prouve rien], roman, 1931
- Parada dascălilor [La parade des maîtres], roman, 1932
- Ioana, roman, 1934
- Halucinaţii [Hallucinations], nouvelles, posthume, 1938
- Jocurile Daniei [Les jeux de Dania], roman, posthume, 1971
- Opere [Œuvres], posthumes, publiées de 1970 à 1975[5]

## Traductions en français
La nouvelle Mélancolie de la Saint-Démètre a été traduite en 2012 par Isabelle Radigon dans le volume III de l'anthologie de littérature roumaine d'Andreia Roman. Un recueil de nouvelles, Le Collectionneur de sons a été traduit en 2015 par Gabrielle Danoux.